# Hans-Prinzhorn-Realschule
Die Hans-Prinzhorn-Realschule ist die einzige Realschule in Hemer, Nordrhein-Westfalen. Benannt ist sie nach dem Hemeraner Psychiater und Kunsthistoriker Hans Prinzhorn. Im Schuljahr 2024/2025 besuchen 497 Schülerinnen und Schüler die Realschule.

## Geschichte
Die Schule wurde im April 1965 in einem Pavillon an der Wulfertschule eröffnet. Im September 1970 zog sie in das Schulgebäude an der Parkstraße um.
Aufgrund von Platzmangel wurden zwischenzeitlich einige Klassen in das ehemalige Gebäude der Brabeckschule ausgelagert und die Schule später mehrfach erweitert. Seit 2013 befindet sich die Hans-Prinzhorn-Realschule an der Urbecker Straße.

## Schulprofil
Für die Landesgartenschau Hemer 2010 entwarfen Schülerinnen und Schüler der Prinzhorn-Realschule eine „Friedenstaube“, die an die Vergangenheit des Geländes als Stammlager VI A erinnern soll.
Im Januar 2020 erhielt die Schule den Titel „Schule ohne Rassismus – Schule mit Courage“. Im Februar 2025 wurde der Schule das Goldene Sprachsiegel verliehen.

## Schulleitung
Seit dem Schuljahr 2024/2025 leitet Lothar Czichos die Hans-Prinzhorn-Realschule. Zuvor war er didaktischer Leiter der Gesamtschule Menden.